# 朝まで!!任天ちゃん!!
『朝まで!!任天ちゃん!!』（あさまで!!にんてんちゃん!!）は、雪雪崩清隆による日本の漫画作品。ゲーム機戦争のハードメーカーをモチーフにした萌え擬人化作品である。ニコニコ静画で2014年12月1日より連載中。次にくるマンガ大賞の第2回「本にして欲しいWebマンガ」部門 / Webマンガ部門で3位に選ばれた。

## 登場人物
任天ちゃん
本作の主人公。通称、西の女帝。
萌えるが、恐ろしいことで知られている。
エポックちゃん
任天ちゃんを倒すために参戦した女の子。当初はボーイッシュな見た目をしており、一人称も俺であった。
セガ子
通称、東の女帝。
任天ちゃんに泣かされている。
NECたん
ハドソンと一緒にPCエンジンを作成しようとして、任天ちゃんに止められるものの自身をハドソン君に誘拐させる。